# Andilly (Haute-Savoie)
Andilly is een gemeente in het Franse departement Haute-Savoie (regio Auvergne-Rhône-Alpes). De plaats maakt deel uit van het arrondissement Saint-Julien-en-Genevois. Andilly telde op 1 januari 2022 1.011 inwoners.

## Geografie
De oppervlakte van Andilly bedroeg op 1 januari 2022 6,07 vierkante kilometer; de bevolkingsdichtheid was toen 166,6 inwoners per km². 

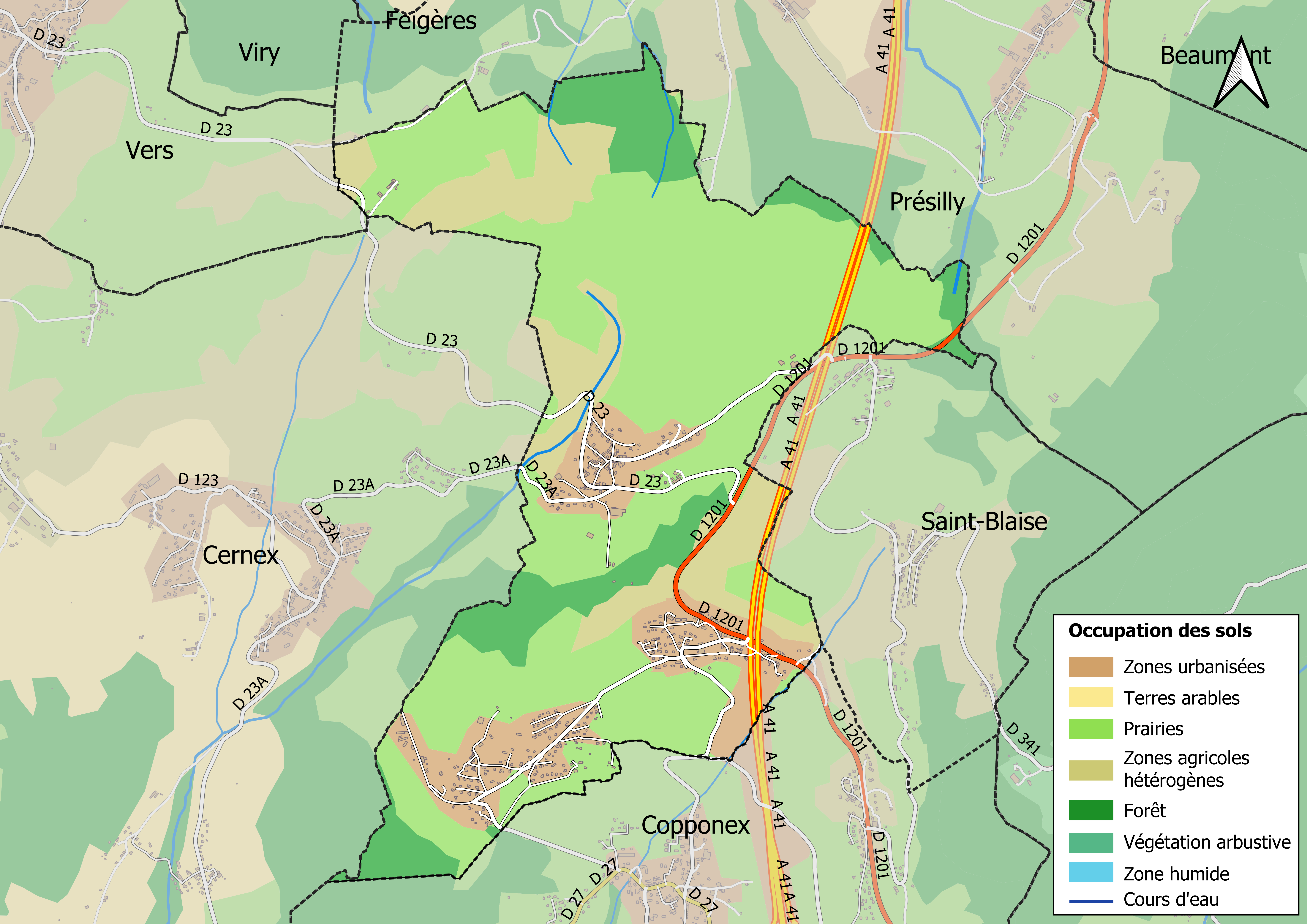
Kaart van de gemeente met de belangrijkste infrastructuur, bodemgebruik en omliggende gemeenten

## Demografie
Onderstaande figuur toont het verloop van het inwonertal (bron: INSEE-tellingen).